# Флауэр, Роберт, 8-й виконт Эшбрук
Роберт Томас Флауэр, 8-й виконт Эшбрук (англ. Robert Thomas Flower, 8th Viscount Ashbrook; 1 апреля 1836 — 9 марта 1919) — англо-ирландский пэр, офицер милиции и изобретатель.

## Биография
Роберт Томас Флауэр родился 1 апреля 1836 года в замке Дарроу, Дарроу, графство Лиишь, Ирландия . Младший сын Генри Джеффри Флауэра, 5-го виконта Эшбрука (1806—1871), и Фрэнсис Робинсон (1803—1886), дочери сэра Джона Робинсона, 1-го баронета. Старшие братья — Генри Джеффри Флауэр, 6-й виконт Эшбрук (1829—1882) и Уильям Спенсер Флауэр, 7-й виконт Эшбрук (1830—1906).

## Карьера
В июне 1859 года он был призван в Королевскую стрелковую милицию графства Куинс (позднее 4-й батальон Ленстерского полка принца Уэльского) в звании лейтенанта и вышел в отставку в декабре 1888 года в звании майора с почетным званием подполковника.
Он изобрел простой в использовании ручной ткацкий станок для неквалифицированных и инвалидов, а также иглу с защелкивающимся крючком, которая ускоряет процесс ткачества. Эти методы использовал Иво Ричард Веси, 5-й виконт де Веси (1881—1958), который открыл ковровую фабрику и нанял женщин для ткачества . Ковры продавались в Harrods в Лондоне и в Marshall Field’s в Чикаго. Они украшали Mansion House в Дублине, трибуны на скачках в Аскоте и пароход Titanic.
26 ноября 1906 года после смерти своего старшего брата, Уильяма Спенсера Флауэра, 7-го виконта Эшбрука (1830—1906), не имевшего наследников мужского рода, Роберт Флауэр унаследовал титулы 8-го виконта Эшбрука (Пэрство Ирландии) и 9-го барона Касл-Дарроу в графстве Килкенни (Пэрство Ирландии).

## Личная жизнь
18 июля 1866 года Робкерт Флауэр женился на Гертруде Софии Гамильтон (? — 8 ноября 1911), дочери преподобного Сьюэлла Гамильтона и и Селины Робинсон. У супругов было пятеро детей:
- Достопочтенная Фрэнсис Мэри Флауэр, в 1893 году она вышла замуж за Генри Эрнеста Уайта[5]
- Достопочтенная Ева Констанция Гертруда Флауэр (? — 6 ноября 1928), незамужняя
- Достопочтенная Гертруда Флауэр (? — 1956), незамужняя
- Лловарх Роберт Флауэр, 9-й виконт Эшбрук (9 июля 1870 — 30 августа 1936), старший сын и преемник отца.
- Достопочтенный Реджинальд Генри Флауэр (15 июня 1871 — 6 февраля 1938), в 1901 году он женился на Кэтрин Элле Камминг, от брака с которой у него было двое детей.

В 1860-х годах он проживал по адресу Аделаида-Кресент, 22 в Хове, Восточный Суссекс. С 1869 года он проживал в Нокнатрина-хаусе в графстве Лиишь, Ирландия.
Виконт Эшбрук скончался 9 марта 1919 года в возрасте 82 лет . Ему наследовал его старший сын Лловарх Флауэр.